# Баговицька волость
Баговицька волость — історична адміністративно-територіальна одиниця Кам'янець-Подільського повіту Подільської губернії з центром у селі Врублівці, з 1890-х років - у селі Баговиця.

## Склад волості
Станом на 1885 рік складалася з 28 поселень, 15 сільських громад. Населення — 10 570 осіб (5 204 чоловічої статі та 5 366 — жіночої), 1431 дворових господарства.
|                     | Площа, десятин | У тому числі орної, десятин |
| ------------------- | -------------- | --------------------------- |
| Сільських громад    | 7308           | 6483                        |
| Приватної власності | 9115           | 5893                        |
| Казенної власності  | 989            | 3                           |
| Іншої власності     | 374            | 338                         |
| Загалом             | 17786          | 12717                       |

Основні поселення волості:
- Врублівка — колишнє власницьке село при річці Тернава за 17 верст від повітового міста, 954 особи, 136 дворових господарств, волосне правління, православна церква, заїжджий будинок. За 12 верст - пристань.
- Баговиця — колишнє власницьке село при річці Баговичка, 1120 осіб, 186 дворових господарств, православна церква, школа, заїжджий будинок.
- Велика Мукша — колишнє власницьке село при річці Дністер, 827 осіб, 118 дворових господарств, православна церква, школа, заїжджий будинок, 2 водяні млини.
- Демшин — колишнє власницьке село при річці Дністер, 683 особи, 79 дворових господарств, православна церква, школа, заїжджий будинок.
- Калин — колишнє власницьке село при струмку, 570 осіб, 84 дворових господарства, православна церква, заїжджий будинок.
- Княжепіль — колишнє власницьке село при струмку, 517 осіб, 84 дворових господарства, православна церква, заїжджий будинок.
- Кульчіївці — колишнє власницьке село при річці Баговичка, 780 осіб, 124 дворових господарства, православна церква, школа, заїжджий будинок.
- Панівецька Мукша — колишнє власницьке село при річці Мукша, 100 осіб, 22 дворових господарства, водяний млин, винокурний завод.
- Панівці — колишнє власницьке село при річці Смотрич, 1212 осіб, 171 дворових господарств, православна церква, школа, заїжджий двір, 2 заїжджі будинки, 2 водяні млини.
- Тарасівка — колишнє власницьке село при річці Мукша, 383 особи, 54 дворових господарств, православна церква, водяний млин.
- Фурманівка — колишнє державне село при річці Тернава, 500 осіб, 90 дворових господарств, православна церква, заїжджий будинок.
- Цибулівка — колишнє державне село при річці Смотрич, 250 осіб, 50 дворових господарств, православна церква, заїжджий будинок.

Інші поселення:
- Геленівка
- Геленівська Слобідка
- Зюбрівка
- Мар'янівка
- Мукша Китайгородська
- Слобідка-Кульчієвецька
- Станіславівка
- Суржинці
- Яруга

## Ліквідація волості
Друга сесія ВУЦВК VII скликання, яка відбувалася 12 квітня 1923 р., своєю постановою «Про новий адміністративно-територіальний поділ України» скасувала волості і повіти, замінивши їх районами. Поселення волості ввійшли до складу Кам'янець-Подільського району.